# 胡戈·冯·霍夫曼斯塔尔

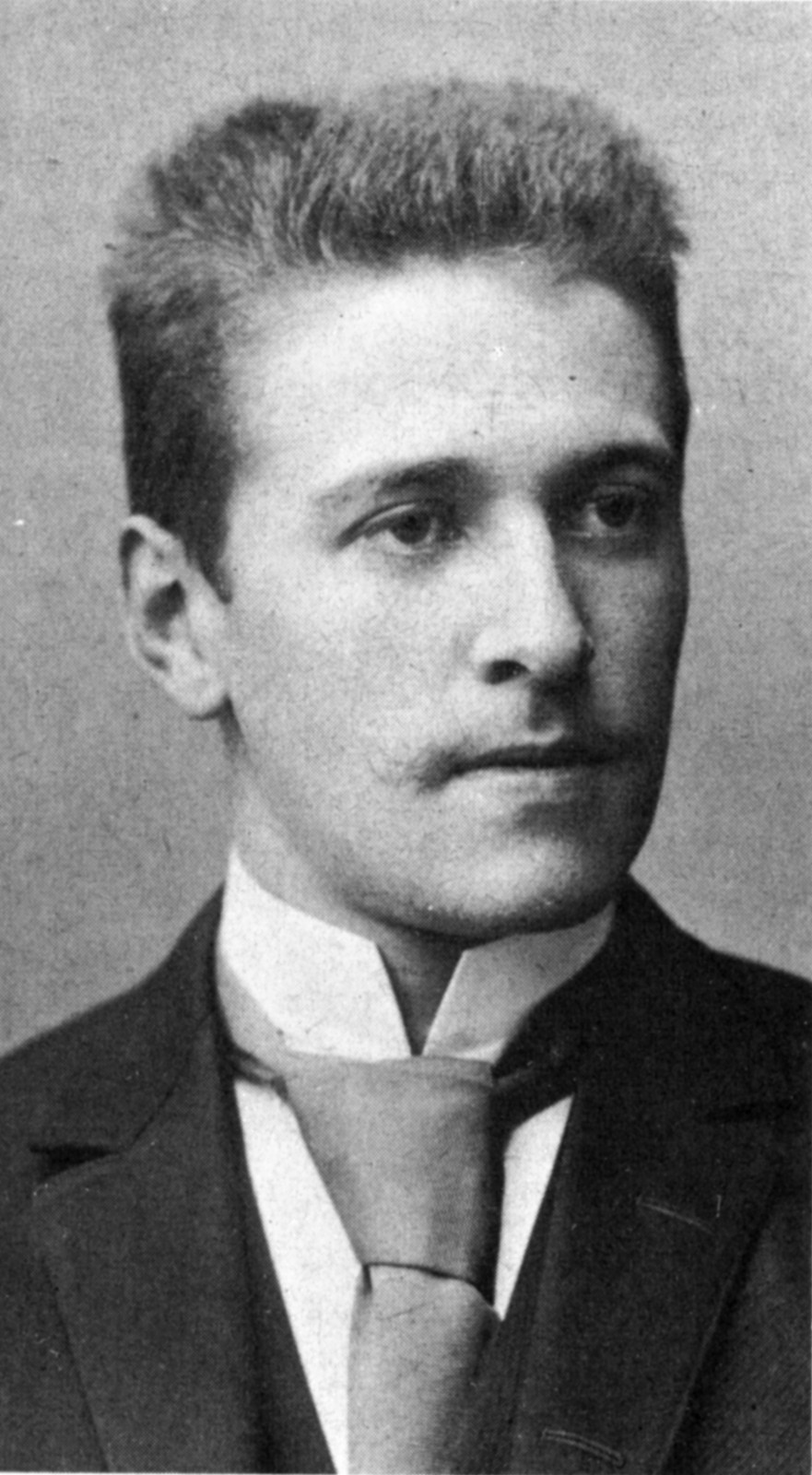
霍夫曼斯塔尔

胡戈·劳伦茨·奥古斯特·霍夫曼·冯·霍夫曼斯塔尔（德語：Hugo Laurenz August Hofmann von Hofmannsthal，德語發音：[ˈhuːɡo fɔn ˈhoːfmanstaːl]；1874年2月1日—1929年7月15日 ），奥地利小说家、剧作家、诗人、评论家。致力于宣扬奥地利文化。

## 早年经历
1874年2月1日，霍夫曼斯塔尔出生于维也纳的兰施特拉瑟，他的母亲是奥地利人，受过高等教育，名叫安娜·玛利亚·约瑟法·福洛伊特纳（Anna Maria Josefa Fohleutner，1854-1904）。他的父亲是一个奥意混血的银行经理，名叫霍夫曼斯塔尔贵人胡戈·奥古斯特·彼得·霍夫曼（Hugo August Peter Hofmann, Edler von Hofmannsthal，1841年-1915年）。
霍夫曼斯塔尔早年间就开始创作诗歌和戏剧。十七岁时，他结识了德国诗人斯特凡·格奥尔格，并在斯特凡·格奥尔格主编的《艺术杂志》上发表了几首诗。他在维也纳学习法学，后来又转向哲学方面，从1901年开始，他逐渐将写作作为自己的终生事业。他与彼得·阿尔滕贝格和阿图尔·施尼茨勒等人一同进入了维也纳先进青年文学圈。
1900年，霍夫曼斯塔尔第一次见到了作曲家理查德·施特劳斯。后来，他为理查德·施特劳斯的歌剧写了几个剧本，包括艾丽卡（1909）、玫瑰骑士（1911）、以及哈利·冯·凯斯勒，阿里阿德涅在纳克索斯（1912-1916）、无影女士（1919）、埃及海伦娜（1927）以及阿拉贝拉（1933）。1911年，他改编了十五世纪的英国道德伦理剧《人人都是普通人》，由西贝柳斯谱曲。这部戏后来在萨尔茨堡音乐节上大放异彩。
一战期间，霍夫曼斯塔尔曾发表演讲、文章等以支持战争，还不断强调应维护好奥匈帝国的文化传统。1920年，他与马克斯·赖因哈特一同参加了萨尔茨堡音乐节，他后来的剧作开始表现出宗教气息，尤其是在大量的小说中。他第一个被拍成电影的作品是玫瑰骑士（1925），导演为罗伯特·维内。

## 个人生活
1901年，他与格特鲁德·“格蒂”·施莱辛格（Gertrud "Gerty" Schlesinger）结婚，她是一个维也纳银行家的女儿。格蒂是犹太人，在他们的婚姻之前皈依基督教。他们有三个孩子：克里斯蒂安（Christiane）、弗朗茨（Franz）和雷蒙德（Raimund）。
1929年7月13日，他的儿子弗朗茨自杀。两天后，参加弗朗茨的葬礼后不久，霍夫曼斯塔尔在罗道恩（现属利辛）死于中风。他被葬于戴方济大专院校，他生前曾要求葬于此。
1929年年初他的女儿克里斯蒂娜与德国印度学研究者海因里希·齐默结婚。海因里希·齐默在1943年去世。
1933年1月21日，他的儿子雷蒙德娶了阿娃·艾丽斯·缪丽尔·阿斯特，她是約翰·雅各布·阿斯特四世和阿娃·洛尔·威林的女儿。1939年离婚后，雷蒙德娶了夫人伊丽莎白·佩吉特（Elizabeth Paget）。

## 作品列表

### 戏剧
- 《目标和死亡》Der Tor und der Tod (1893)
- 《提香之死》Der Tod des Tizian (1892)
- 《艾丽卡》Elektra (1903)
- 《俄狄浦斯和斯芬克斯》Ödipus und die Sphinx (1906)
- 《窗口的女人》Die Frau im Fenster (1909)
- 《每个人》Jedermann (1911)
- 《玫瑰骑士》Der Rosenkavalier (1911)
- 《阿里阿德涅在纳克索斯》Ariadne auf Naxos (1912, rev. 1916)
- 《无影女士》Die Frau ohne Schatten (1919)
- 《塔》Der Turm (1925)
- 《埃及的海伦》Die ägyptische Helena (1927)
- 《阿拉贝拉》Arabella (1933)

### 小说
- 《安德里亚斯或美国》1932 – Andreas oder Die Vereinigten

### 散文与演讲
- 《诗词与人生》1896 – Poesie und Leben
- 《关于诗》1904 – Über Gedichte (Erstdruck)
- 《战争与文化》1915 – Krieg und Kultur
- 《我们的奥地利人和德国》1915 – Wir Österreicher und Deutschland
- 《普鲁士与奥地利》1917 – Preuße und Österreicher
- 《欧洲的想法》1917 – Die Idee Europa
- 《诗》1922 – Gedichte
- 《德国的新贡献》1922–27 – Neue Deutsche Beiträge

### 诗集
- 《你看到了城市吗？》1890 – Siehst du die Stadt?
- 《步行》1893 - Spaziergang
- 《民谣外的生命》1894 – Ballade des äusseren Lebens
- 《诗集》1922 – Gedichte